# Knud Erik Pedersen
Knud Erik Pedersen född 4 juli 1934 i Skarpsalling vid Løgstør, död 15 juni 2024, var en dansk författare.
Pedersen arbetade som folkskollärare 1956–1982 och levde efter det på sitt författande. Han debuterade 1977 med romanen Puslingelandet och hans produktion innefattade böcker för såväl vuxna som barn.